# برادلي باركر
برادلي باركر (بالإنجليزية: Bradley Barker)‏ مواليد 18 يناير 1883 في لونغ آيلند، الولايات المتحدة - الوفاة 29 سبتمبر 1951 في نيويورك، الولايات المتحدة، هو ممثل ومخرج أمريكي بدأ مسيرته الفنية سنة 1915. شارك في قرابة 70 فلما. من أعماله الرجال وسوق الخوف.

## روابط خارجية
- برادلي باركر على موقع IMDb (الإنجليزية)
- برادلي باركر على موقع أول موفي (الإنجليزية)
- برادلي باركر على موقع قاعدة بيانات الأفلام السويدية (السويدية)
- برادلي باركر على موقع قاعدة بيانات الفيلم (الإنجليزية)
- برادلي باركر على موقع كينوبويسك (الروسية)